# 上校

美軍各軍種通用上校肩章標示

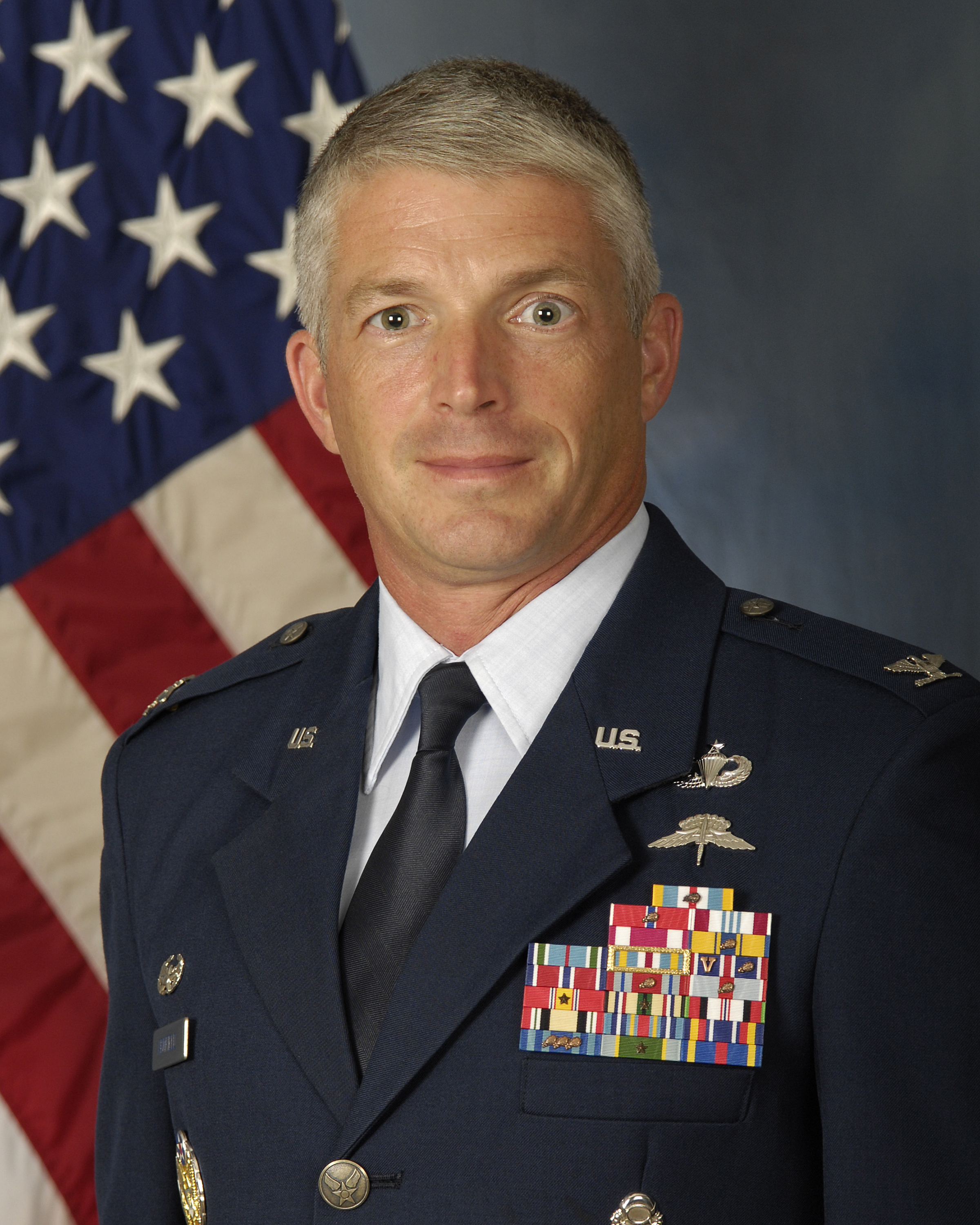
美國空軍羅伯特·G·阿穆斐德上校（已於2014年10月3日晉升至准將）

上校是軍隊中军官的職銜，在多数國家中是校官中的最高級別，在中校之上、少將（或准將、大校）之下。但在某些军事组织中，則还设有高上校一級的大校軍銜。在一些國家或较小的军事组织中，上校也有可能作为最高级别的军衔，如安地卡和巴布達有170人、哥斯達黎加有約8000人、冰島有僅受僱於維和任務的100人、利比亞民眾國元首格達費、摩納哥約250人、蘇里南1,800人（統計截至2020年6月19日）及梵蒂岡城國的110名瑞士衛隊等案例。
上校在陸軍中主要擔任團長或副旅長等職務，也可能擔任旅長；在海軍一般為巡洋艦或航空母艦的艦長；在空軍則擔任大隊長或類似層級的職務，但在美國等國空軍中可為聯隊長。

## 各國稱呼
英语世界中，多數國家陸軍、空軍及海军陸戰隊的上校稱為（缩写为Col.），海軍上校則稱作。英国皇家空军上校的稱呼则為（聯隊長）。在東亞各國軍隊的上校階級中，舊日本軍 、越南人民軍上校（Đại tá）和朝鮮人民軍上校（대좌）的對應漢字為「大佐」，自衛隊則依軍種分稱為一等陸佐、一等海佐和一等空佐（簡稱「一佐」），韓國國軍上校（대령）的對應漢字則為「大領」。

## 美國
美軍上校通常指揮陸軍步兵、砲兵、裝甲、航空或其他類型的旅、美國海軍陸戰隊團、海軍陸戰隊遠征部隊或海軍艦載機大隊，以及美國空軍大隊（Group）或聯隊（Wing）長。陸軍上校通常指揮旅級單位（4,000至6,000名士官兵），另一名上校或中校擔任副指揮官，一名少校擔任執行官，一名士官長擔任高級士官 (NCO) 顧問。一名空軍上校通常指揮一個由1,000至4,000多名飛行員、地勤人員等組成的聯隊，另一名上校擔任副指揮官，一名首席軍士長。一些美國空軍上校是大隊的指揮官，大隊是聯隊的主要組成部分。上校也擔任師級（陸軍）或編號空軍級參謀機構的參謀長。

美國陸軍上校肩章
美國海軍上校肩章、袖章及配章
美國海軍陸戰隊上校肩章
美國空軍上校肩章
美國海岸防衛隊上校肩章、袖章及配章

## 英國
英國皇家空軍創立時使用英國陸軍的軍階，但1919年後有了自己的軍階，OF-5(上校)改稱隊長(Group captain)。

英國陸軍上校肩章
英國皇家海軍上校肩章、袖章
英國皇家空軍隊長(Group captain)袖章

## 法國
法國海軍和阿根廷、西班牙相同，OF-5稱為艦長、司令(法文:cap'de veau)，地位同上校。

法國陸軍上校肩章
法國海軍艦長(cap'de veau)肩章
法國空軍上校肩章

## 德國
德國海軍採用和法國差不多的方法，稱OF-5為艦長(德文:Kapitän zur See)。且德軍上校多擔任聯隊長或旅團長(德日用法，等同他國旅、團)。

德國陸軍上校肩章
德國海軍艦長(Kapitän zur See)肩章
德國空軍上校肩章

## 中華人民共和國
中国人民解放军上校主要擔任副师职／正旅职，正团职／副旅职。其中陆军和空军上校的英文翻译为“Colonel"（缩写COL)，而由于设有相当于其他国家海军准将（Rear Admiral (lower half)）的海军大校（英语：Captain）一级，海军上校的英文翻译为“Commander” （缩写CDR）。

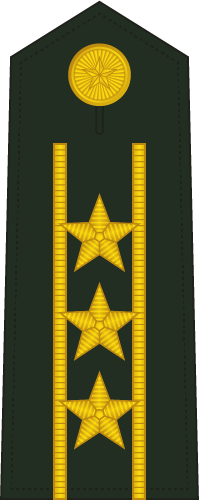
中国人民解放军陆军上校肩章
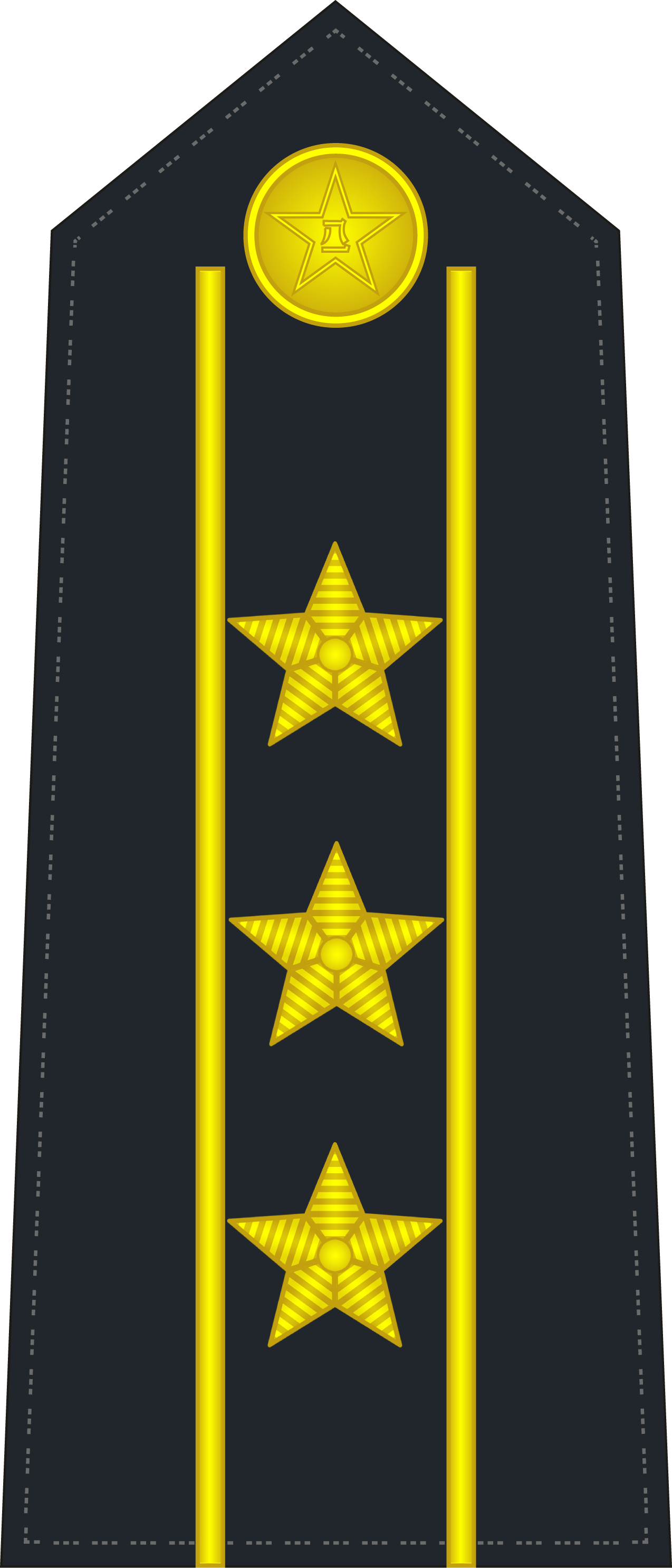
中国人民解放军海军上校肩章
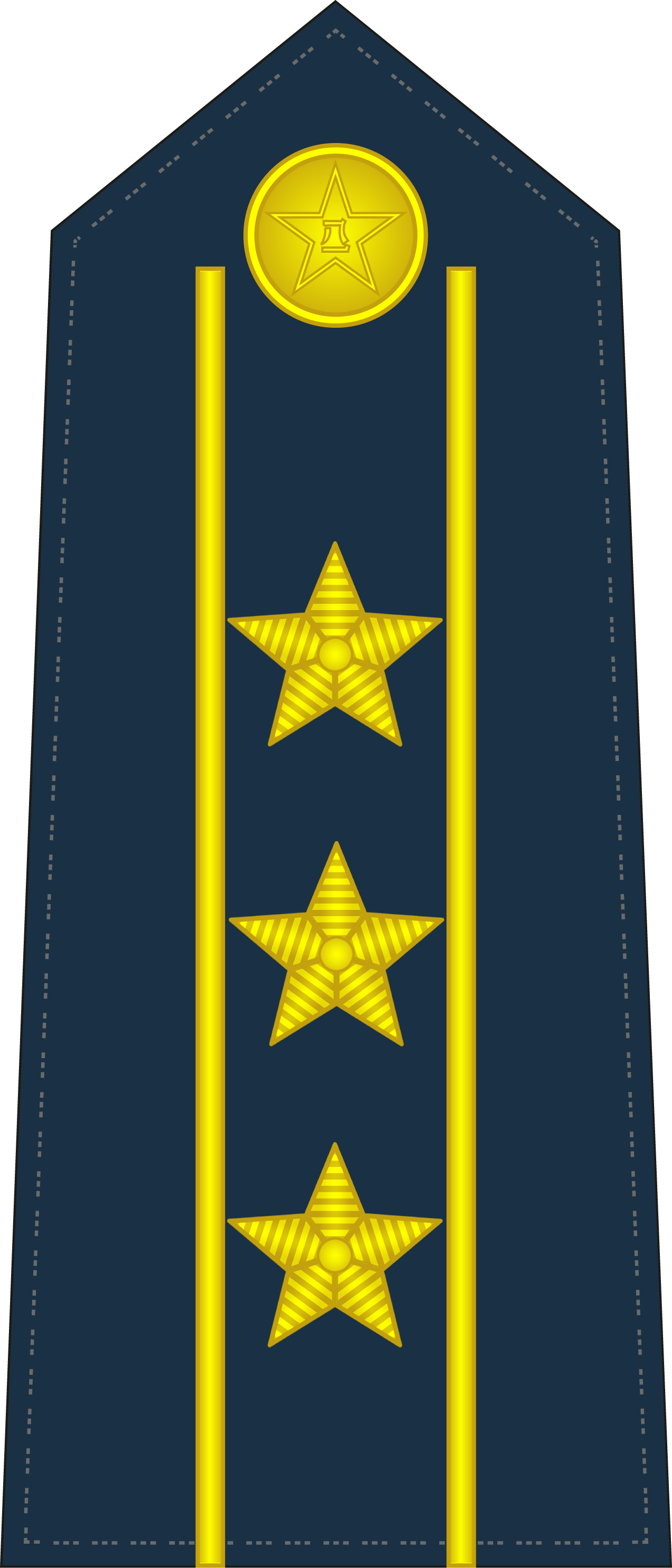
中国人民解放军空军上校肩章

## 中華民國
中華民國因軍隊組織重組及將官數量縮小，上校階級均承襲以往將軍的任務，擔任陸海空軍之高司指揮官。
- 國防部及直屬機構：處長、副處長、科長、軍法官、參謀
  - 全動署：副處長、專門委員、科長
- 三軍司令部：處長、副處長、科長
- 國安會及附屬機關：督察、專門委員、副研究員、科長、組長、主任教官、研析員、隊長、副組長、教官
- 陸軍：擔任指揮官、旅長、大隊長、群部單位指揮官、訓練中心（兵科學校）之校長、指揮部副參謀長
- 海軍：一級艦艇艦長、新兵訓練中心指揮官
- 空軍：副聯隊長、戰鬥機作戰隊長/大隊長，防空旅旅長
- 三軍官校：部主任、政戰主任、總教官、總隊長
- 國防大學：副主任、副教育長、執行長、參謀主任、處長、指揮官、科長、組長
- 後備指揮部（各縣市）：指揮官

海洋委員會海巡署
- 分署：副署長、主任秘書、隊長

中華民國陸軍上校肩章
中華民國憲兵上校肩章
中華民國海軍上校肩章及袖章
中華民國海軍陸戰隊上校肩章
中華民國空軍上校肩章
中華民國海洋委員會海巡署簡任十職等、警監四階、上校肩章

## 特殊用法
在2011年，利比亚领导者卡扎菲的统治被推翻之前，其同僚以其在军方的职位称呼其为“上校”，因此在互联网上有人将卡扎菲称为卡大佐（“大佐”在日语中就是上校的意思）
美國企業家、連鎖速食店肯德基（Kentucky Fried Chicken）的創始人哈兰德·桑德斯（Harland David Sanders），因改良烹调鸡肉的方法大受歡迎，於1935年獲肯塔基州州長魯比·拉馮（Ruby Laffoon）授予「荣誉上校」（Colonel）的头衔，因此人稱為「桑德斯上校」，之後肯德基將「桑德斯上校」註冊為商標。